# Allard Schröder
Allard Schröder (Haren (Groningen), 14 juni 1946) is een Nederlands schrijver van romans, korte verhalen en hoorspelen. 
In 1989 verscheen Schröders novelle De gave van Luxuria. In 1996 werd zijn toenmalige oeuvre bekroond met de Halewijnprijs. Zijn roman Grover (1999) werd genomineerd voor de AKO-Literatuurprijs en de ECI Literatuurprijs. Van 2001 tot 2009 zat hij in de redactie van het literaire tijdschrift De Revisor.
In 2002 ontving hij de AKO-Literatuurprijs voor zijn roman De hydrograaf, waarin hij de geschiedenis vertelt van de hydrograaf Franz von Karsch, die in het voorjaar van 1913 scheep gaat in Hamburg om de diepten van de zee te peilen. De wetenschappelijke doelstelling van zijn onderneming kan echter niet verhullen dat zijn leven in een impasse is geraakt. Via diverse verwikkelingen komt de hoofdpersoon uiteindelijk tot een beter inzicht in zijn eigen leven.